# SSR-W

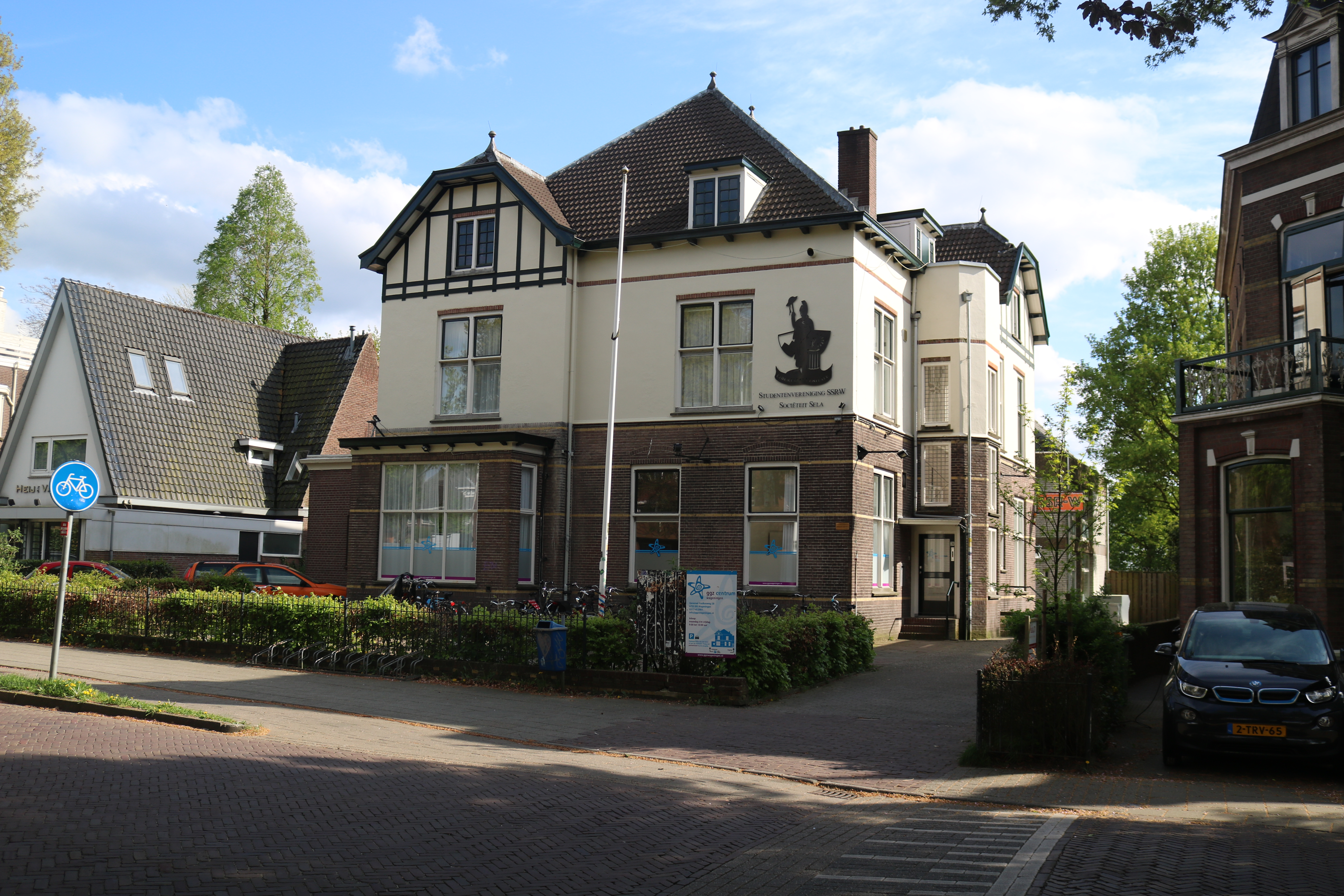
Sociëteit Sela in 2018

Societas Studiosorum Reformatorum Wageningen, beter bekend als SSR-Wageningen of SSR-W is een studentenvereniging in Wageningen. De vereniging is heropgericht op 6 november 1931. SSR-W huist in sociëteit Sela aan de Generaal Foulkesweg. De vereniging is een van de grootste van Wageningen en heeft de Banierzang als verenigingslied.

## Geschiedenis

### Hendrik de Cock

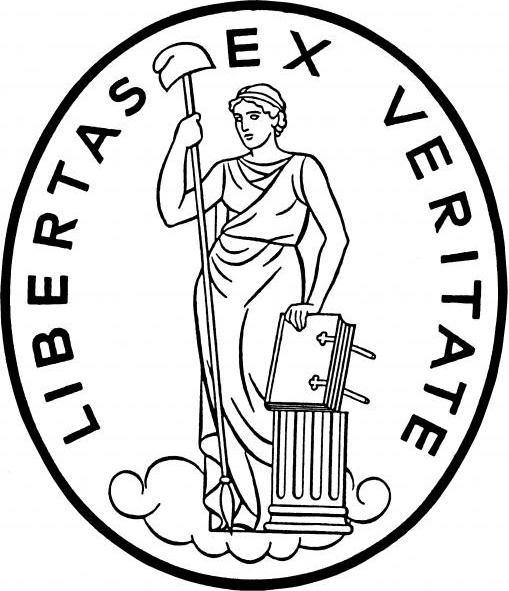
De Uniemaagd, het symbool van S.S.R.-verenigingen

Op 9 februari 1886 richtten drie Leidse en twee Amsterdamse corpsleden de Gereformeerde Studenten Vereniging 'Hendrik de Cock'  op. De reden van het oprichten van deze vereniging was het te losbandige karakter van de Corpora, die door de vijf studenten als zondig werd beschouwd. Deze vereniging was vernoemd naar Hendrik de Cock (1801-1842), de grondlegger van de Gereformeerde Kerk in Nederland. De vereniging veranderde begin 20e eeuw haar naam in Societas Studiosorum Reformatorum. Op 22 april 1921 werd een Wageningse afdeling van deze vereniging opgericht.
Deze groep studenten was echter zo klein, dat de Afdeeling Wageningen der SSR reeds in 1925 werd opgeheven. Echter waren er bij de Utrechtse afdeling van S.S.R. nog acht Wageningse studenten te vinden die op 21 februari 1930 het dispuut RIBLIV oprichtten. Hetgeen staat voor Reformatorum in blijde verwachting, doelend op een heroprichting van de Wageningse afdeling van S.S.R.

### S.S.R. Wageningen
Op 6 november 1931 werd de Wageningse afdeling opnieuw opgericht, deze datum wordt aangehouden als oprichtingsdatum van de vereniging. Binnen de vereniging stond het geloof centraal, maar ook was er plaats voor gezelligheid. De vereniging kende een zware ontgroening en alle aspiranten werd verwacht alle leden te leren kennen. Het systeem wat hiervoor werd gebruikt is heden ten dage nog steeds in gebruik. De verenigingsactiviteiten vonden plaats in de zalen van De Junushoff, Hotel de Wereld en Hotel De Wageningse Berg. Op 1 mei 1940 werd het eerste dispuut A.Z.O.T.O.B.A.C.T.E.R. erkend door de vereniging. Er wordt gedacht dat dit dispuut in de jaren 30 zou moeten zijn opgericht.
Vanwege de Tweede Wereldoorlog werden op 30 oktober van 1941 alle werkzaamheden van S.S.R. Wageningen en de andere Wageningse studentenverenigingen opgeschort. De verenigingen zetten zich ondergronds voort en sommige leden gingen het Verzet in. In januari 1943 verdween het bevolkingsregister van Wageningen, iets wat werd toegeschreven aan de Wageningse studenten. Twintig studenten, waaronder drie leden van S.S.R. Wageningen werden opgepakt en naar Kamp Vught gestuurd.

### Na de oorlog

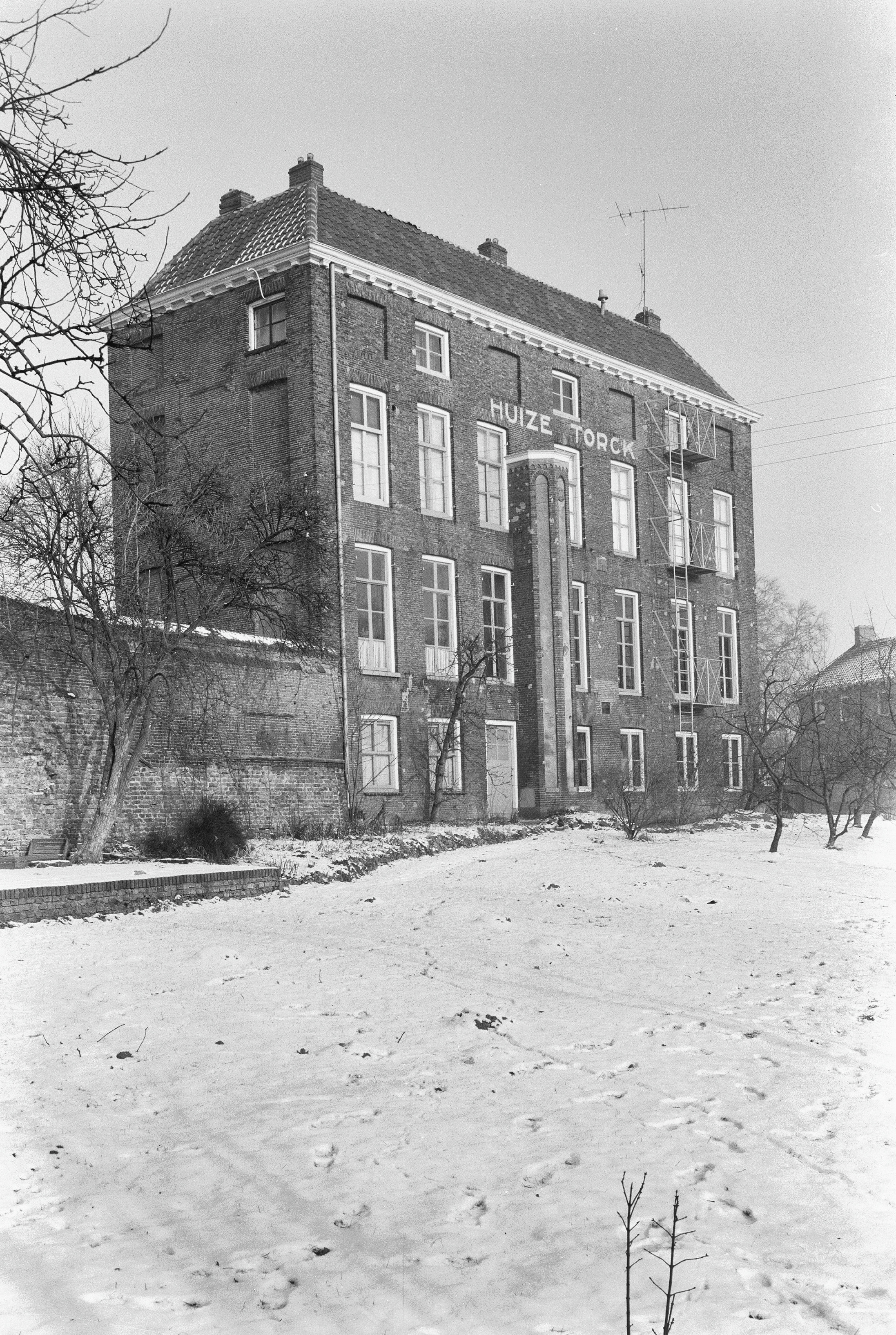
Huize Torck in januari van 1966

Kort na de oorlog steeg het ledental in rap tempo. Om die reden werd de villa 'Charlois' boven op de Wageningse Berg in gebruik genomen als sociëteit. Al gauw (1947) bleek deze locatie te klein en men betrok Huize Torck aan de Herenstraat. De sociëteit werd Sela genoemd. Rond 1950 waren vrouwen voor het eerst welkom op de sociëteit, hoewel hen klokslag middernacht duidelijk wordt gemaakt dat het weer tijd was om te gaan.
In 1961 mocht er voor het eerst gedanst worden op de sociëteit. Er ontstonden spanningen over de grondslag van de vereniging toen er een bargroep en een bijbelgroep kwamen. Een deel van de leden wilde dat de 'R' (die staat voor de gereformeerde oorsprong) uit de afkorting van de vereniging verdween. De SSR-unie nam in 1966 een lichtere grondslag aan en in 1969 wordt de unie zelfs opgeheven. In de loop van de Jaren 70 werden de statuten herzien; de naam veranderde in SSR-W (zonder puntjes) en de jaarhiërarchie verdween. Hiermee is SSR-W geen gereformeerde studentenvereniging meer. Van de gereformeerde oorsprong is sindsdien weinig te merken.
Huize Torck werd in 1961 volledig aangekocht. Mede dankzij het toelaten van vrouwelijke leden aan het einde van de Jaren 60 steeg het ledental door en werd Huize Torck met een eetzaal (mensa) uitgebreid.

### Brand en sociëteitsgeschiedenis
Op 6 maart van 1972 brandde Huize Torck volledig af. Wat er nog na de brand van de sociëteit over is, werd vanwege instortingsgevaar gesloopt. Voor de brandweer was dit een zeer drukke avond, eerder die avond was namelijk de bovenste verdieping van het gemeentehuis afgebrand. Alle studenten die in de sociëteit woonden konden via de brandtrap ontsnappen aan het vuur. Deze brandtrap was slechts twee weken voor de brand geïnstalleerd. De vereniging betrok op 24 juli 1972 een nieuwe sociëteit aan de Generaal Foulkesweg met een grote tuin, waar zij tot op de dag van vandaag gehuisvest is. Ook deze sociëteit wordt Sela genoemd.
In 1983 werd een deel van de tuin van Sela verkocht aan de gemeente, met deze opbrengst werd het gehele pand in een keer afgekocht. Ondanks het verkleinen van de tuin heeft SSR-W nog altijd de grootste studententuin van de Benelux.

### Moderne historie
Het dispuut De Toebacksuyghers kwam in 1984 in opspraak en het Parlement van SSR-W verbood het vertonen van 'natuurfilms' op het Oranjebal. Toch zijn deze films ook vandaag de dag nog te zien tijdens dit jaarlijkse feest, dat voor alle studenten toegankelijk is.

## Interne structuur
De vereniging kent negen disputen, vele commissies en tientallen jaarclubs. De jaarclubstructuur van SSR-W houdt in dat eerstejaars lid kunnen worden van een jaarclub met leden uit hetzelfde jaar. Deze jaarclub bevat meestal zowel mannen als vrouwen en bestaat uit ongeveer 10 leden.
Ook zijn er zeventien verenigingshuizen bij de vereniging aangesloten, en kent de vereniging meerdere gezelschappen voor sportieve activiteiten of andere interesses, zoals het voetbalteam FC Sela, en het toneelgenootschap Prique.

## Externe structuur
In juni van 2000 trad SSR-W toe tot de Federatie van Unitates en Bonden. Daarnaast maakt de vereniging deel uit van de overkoepelende Wageningse studentenorganisatie Contractus.

## Bekende oud-leden
- Ies Sonneveld (1924), landschapsecoloog, oud-bestuurslid Natuurmonumenten
- Jan Sonneveld (1933), landbouwkundige en politicus
- Dick van Hemmen (1950), burgemeester van Nunspeet
- Reinier van den Berg (1962), meteoroloog en weerpresentator
- Anne Koning (1970), gedeputeerde provincie Zuid-Holland voor PvdA
- Annemiek van Vleuten (1982), wielrenster
- Niels van den Berge (1984), Tweede Kamerlid voor GroenLinks
- Sterrin Smalbrugge (1992), ecoloog[5]